# 전자기과민성증후군
전자기과민성증후군(Electromagnetic hypersensitivity, EHS) 또는 전자기 과민증은 전자기장에 대한 민감성으로 주장되며 이로 인해 부작용이 발생한다. EHS는 과학적 근거가 없으며 인정된 의학적 진단이 아니다. 그러나 EHS 증상의 경험은 정신신체적 기원이라는 것이 일반적으로 받아들여지고 있다. 주장은 "고통을 겪는 개인이 전자기장에 노출되었기 때문에 발생하는 다양한 비특이적 증상"이 특징이다. EHS가 전자기장 노출로 인해 발생한다는 주장을 정당화하려는 시도는 유사과학에 해당한다.
EHS 자가 진단을 받은 사람들은 국제 방사선 안전 표준에서 허용하는 최대 수준보다 훨씬 낮은 강도의 전자기장에 대한 부작용을 보고한다. 도발 재판에서는 그러한 청구인이 전자기장 노출과 비노출을 구별할 수 없다는 사실이 밝혀졌다. 2011년 의학 연구에 대한 체계적인 검토에서는 전자기장으로 인해 발생하는 증상에 대한 설득력 있는 과학적 증거가 발견되지 않았다. 그 이후로 여러 이중 맹검 실험을 통해 전자기과민성증후군을 보고하는 사람들은 전자기장의 존재를 감지할 수 없으며 실제 전자기장에 노출된 후와 마찬가지로 가짜 노출로 인해 건강이 좋지 않다고 보고할 가능성이 있음이 밝혀졌다. 이 경우에는 노시보 효과(nocebo effect)가 있다.
2005년부터 WHO는 EHS에 대한 주장을 임상적으로 평가하여 고통받는 증상에 대한 대체 진단을 결정하고 배제할 것을 권장했다. 인지 행동 치료와 동반 정신 질환의 관리는 상태를 관리하는 데 도움이 될 수 있다.
전자기장에 민감하다고 느끼는 일부 사람들은 노출을 줄이거나 대체의학을 사용하려고 할 수도 있다. 정부 기관은 EM 방사선으로부터 보호하기 위해 장치를 판매하는 회사에 대해 허위 광고 주장을 시행했다.

## 같이 보기
- 전자기파와 건강
- 방사선 공포증
- 은박지 모자